# Mjölporing
Mjölporing (Trechispora hymenocystis) är en svampart som först beskrevs av Berk. & Broome, och fick sitt nu gällande namn av K.H. Larss. 1994. Enligt Catalogue of Life ingår mjölporing i släktet Trechispora,  och familjen Hydnodontaceae, men enligt Dyntaxa är tillhörigheten istället släktet Trechispora,  och familjen Sistotremataceae. Arten är reproducerande i Sverige. Inga underarter finns listade i Catalogue of Life.